# Temple de Morange
Pour les articles homonymes, voir Morange.
Le temple de Morange est un temple hindouiste de l'île de La Réunion, département d'outre-mer français dans le sud-ouest de l'océan Indien. Situé au lieu-dit Morange, à Saint-Benoît, il est inscrit en totalité au titre des Monuments historiques depuis le 17 septembre 2010,.

## Histoire
Le temple de Morange fut construit par Léon Valliamé qui avait racheté les terrains de Monsieur Morange sur la fin du XIXe siècle. Il fit construire un temple pour que les engagés indiens puisse pratiquer la religion dans un lieu plus convenable. Le temple date de 1947 et le clocher date de 1949. Dans ce lieu, il se déroule des cérémonies en hommage à la divinité Kali, mais aussi en hommage à Sūrya, qui est la divinité du soleil dans la religion hindoue. On y retrouve aujourd'hui quelques pièces de l'ancienne usine sucrière Morange, notamment une ancienne balance à canne à sucre.

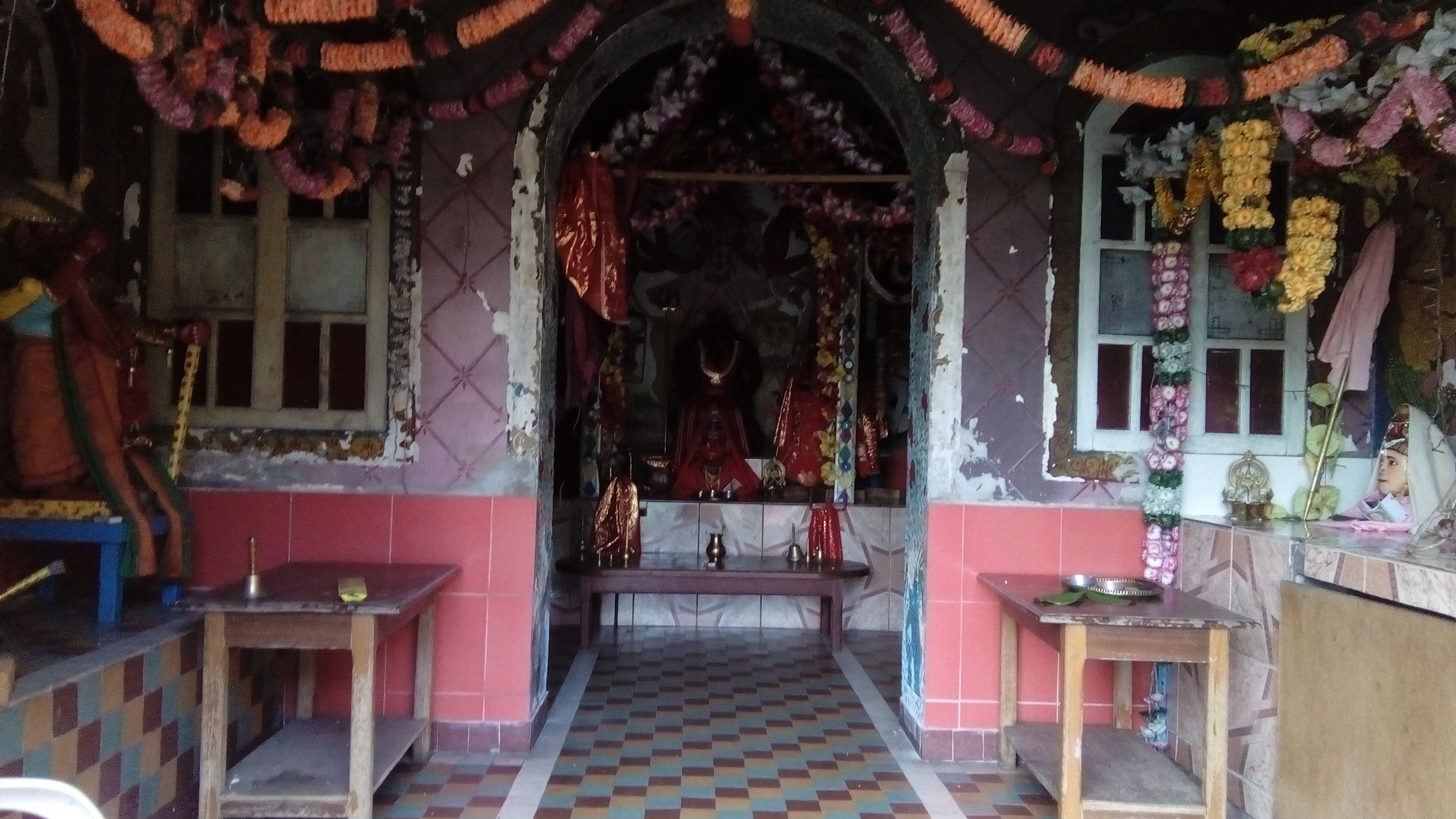
L'intérieur du temple Morange avec les différentes divinités

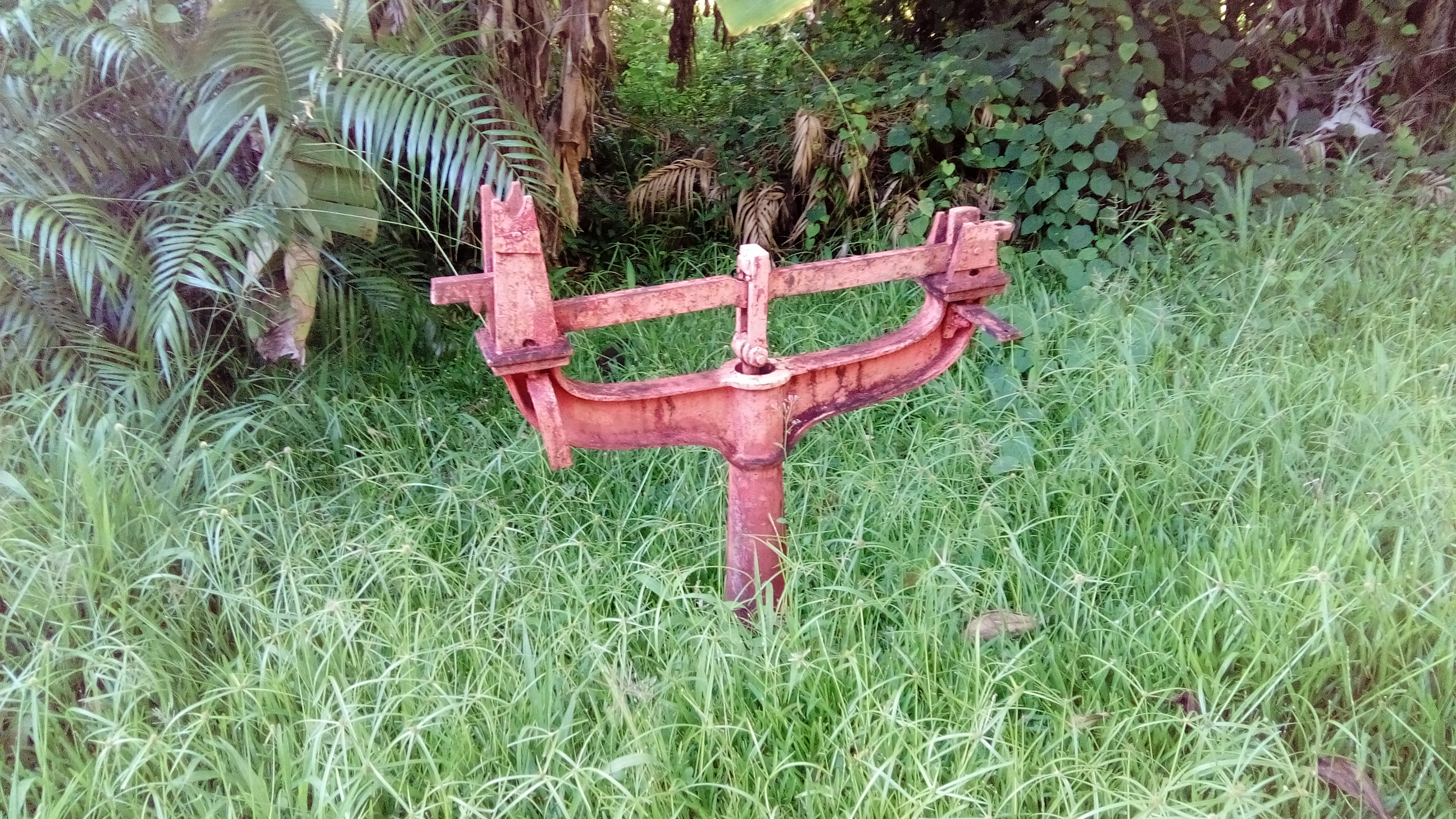
Une ancienne balance à canne à sucre

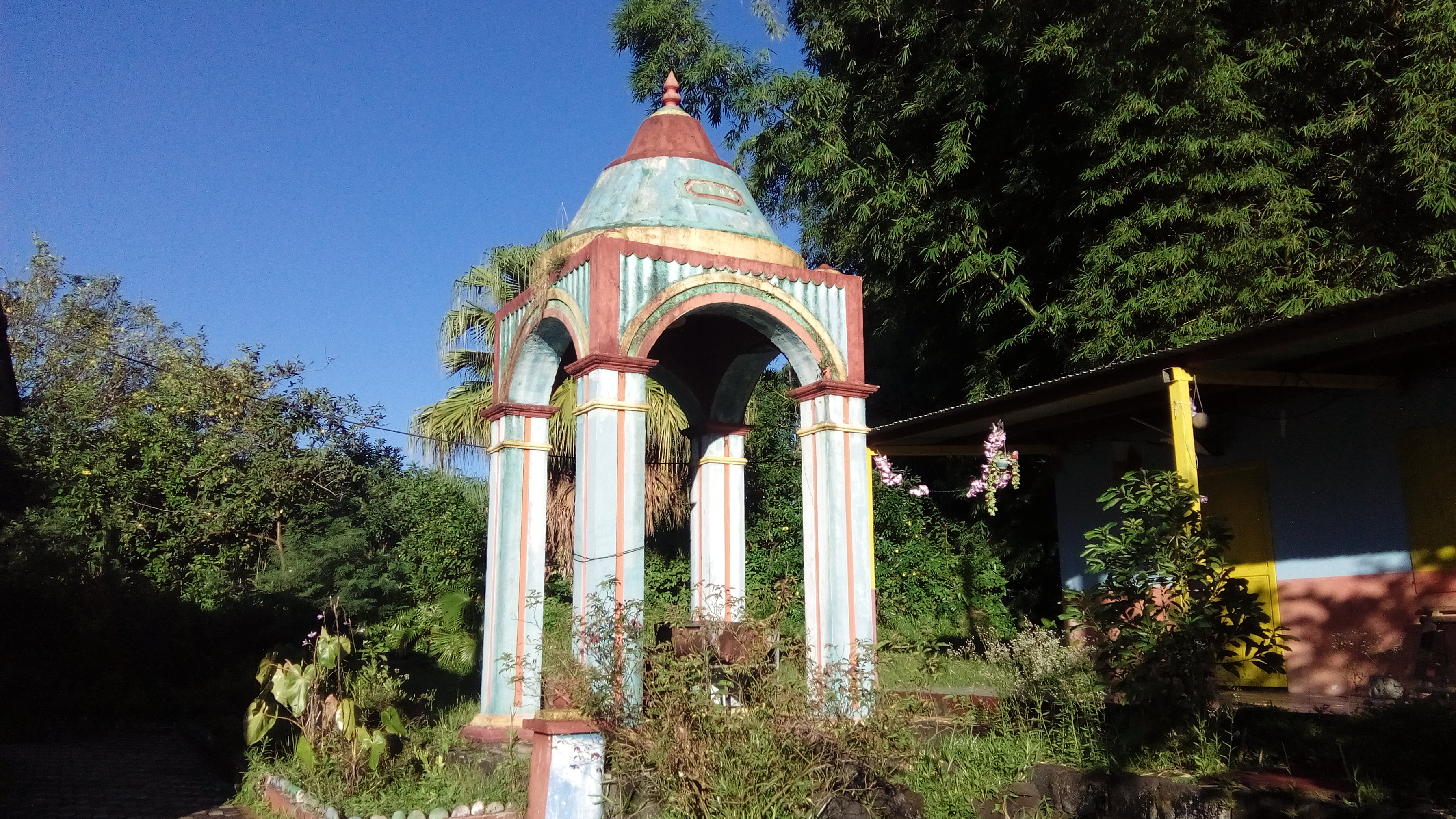
Le clocher du temple Morange